# St. Stephanus (Wasserzell, Spalt)

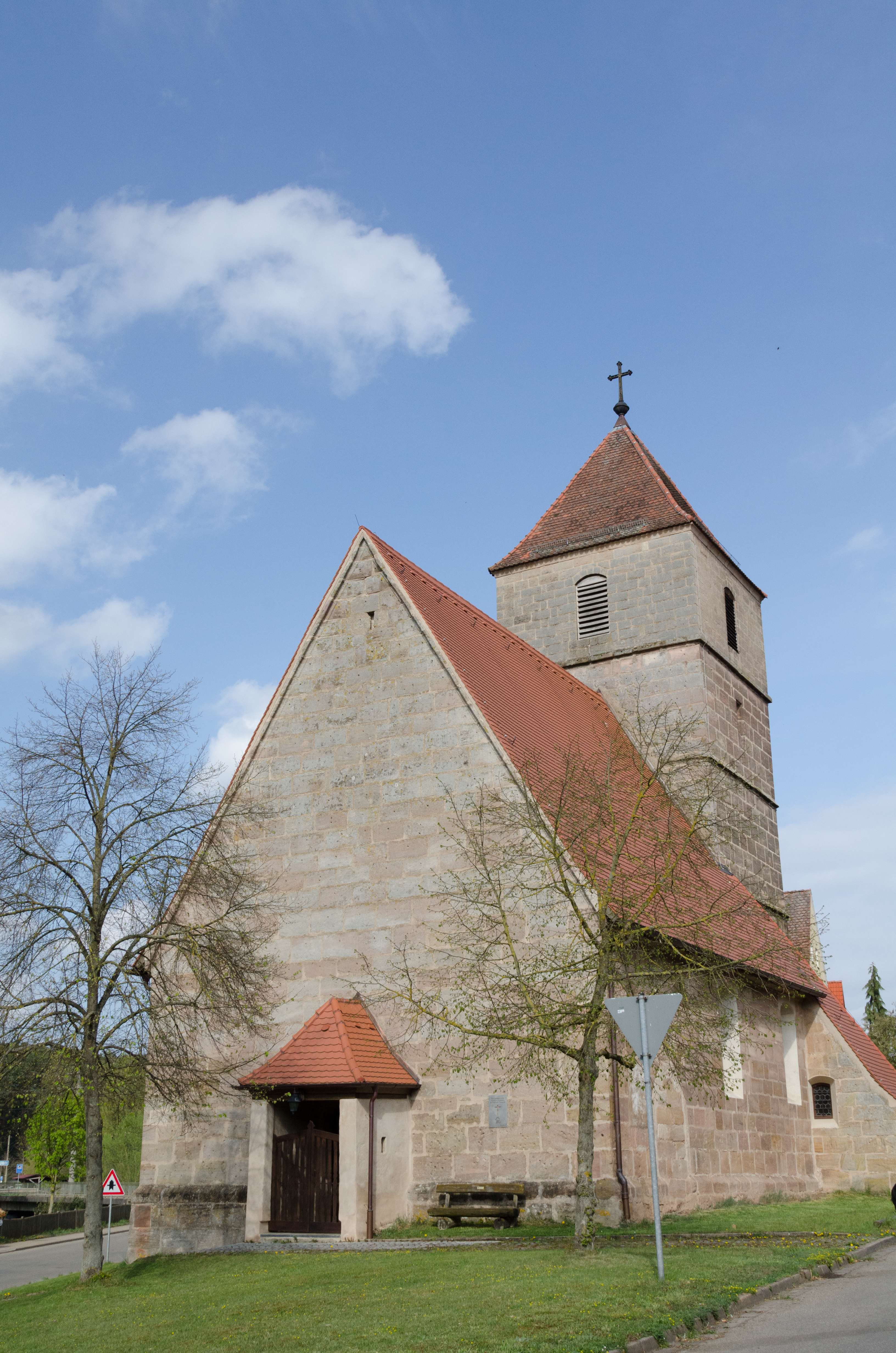
St. Stephanus (Wasserzell, Spalt)

Die römisch-katholische, denkmalgeschützte Filialkirche St. Stephanus steht in Wasserzell, einem Gemeindeteil der Stadt Spalt im Landkreis Roth (Mittelfranken, Bayern). Die Kirche ist unter der Denkmalnummer D-5-76-147-292 als Baudenkmal in der Bayerischen Denkmalliste eingetragen. Die Kirche gehört zum Pfarrverband Großweingarten-Abenberg-Spalt-Theilenberg im Dekanat Roth-Schwabach des Bistums Eichstätt.

## Beschreibung
Das Langhaus der Saalkirche aus Quadermauerwerk wurde in der 1. Hälfte des 14. Jahrhunderts erbaut. Die unteren Geschosse des Chorturms gehen auf das 11. Jahrhundert zurück. Er wurde 1846 mit einem Geschoss, das den Glockenstuhl beherbergt, aufgestockt und 1896 mit einem Pyramidendach bedeckt. Der Innenraum des Chors, d. h. das Erdgeschoss des Chorturms, ist mit einem Kreuzrippengewölbe überspannt, der des Langhauses, der mit Emporen ausgestattet ist, mit einer Flachdecke. Zur Kirchenausstattung gehören ein neugotischer, dreiteiliger Hochaltar, die Kanzel aus der Mitte des 17. Jahrhunderts und eine Statue des heiligen Stephanus von 1320.

## Stephansritt
Am Stephanstag reiten etwa 100 Pferde sowie einige Kutschen von Spalt nach Wasserzell. Dort umrunden sie dreimal die Kirche und werden vom Priester gesegnet.